# Onkos
Onkos – wysoka peruka używana w teatrze greckim. Miała na celu wywołanie wrażenia wyższej osoby niż była w rzeczywistości. Podkreślała cechy danej osoby jak wiek lub jej charakter.